# 2019년 11월
| 2019년: 1월 · 2월 · 3월 · 4월 · 5월 · 6월 · 7월 · 8월 · 9월 · 10월 · 11월 · 12월 |

| \| 2019년 11월 1일 (금요일) \| \| 편집 \|      |  |      |
| 문화와 예술 - 대한민국의 가수 함중아가 숨졌다. |  |      |
| 2019년 11월 1일 (금요일)                       |  | 편집 |

| 2019년 11월 1일 (금요일) |  | 편집 |

| \| 2019년 11월 2일 (토요일) \| \| 편집 \| |  |      |
|                                           |  |      |
| 2019년 11월 2일 (토요일)                  |  | 편집 |

| 2019년 11월 2일 (토요일) |  | 편집 |

| \| 2019년 11월 3일 (일요일) \| \| 편집 \| |  |      |
|                                           |  |      |
| 2019년 11월 3일 (일요일)                  |  | 편집 |

| 2019년 11월 3일 (일요일) |  | 편집 |

| \| 2019년 11월 4일 (월요일) \| \| 편집 \| |  |      |
|                                           |  |      |
| 2019년 11월 4일 (월요일)                  |  | 편집 |

| 2019년 11월 4일 (월요일) |  | 편집 |

| \| 2019년 11월 5일 (화요일) \| \| 편집 \| |  |      |
|                                           |  |      |
| 2019년 11월 5일 (화요일)                  |  | 편집 |

| 2019년 11월 5일 (화요일) |  | 편집 |

| \| 2019년 11월 6일 (수요일) \| \| 편집 \| |  |      |
|                                           |  |      |
| 2019년 11월 6일 (수요일)                  |  | 편집 |

| 2019년 11월 6일 (수요일) |  | 편집 |

| \| 2019년 11월 7일 (목요일) \| \| 편집 \| |  |      |
|                                           |  |      |
| 2019년 11월 7일 (목요일)                  |  | 편집 |

| 2019년 11월 7일 (목요일) |  | 편집 |

| \| 2019년 11월 8일 (금요일) \| \| 편집 \| |  |      |
|                                           |  |      |
| 2019년 11월 8일 (금요일)                  |  | 편집 |

| 2019년 11월 8일 (금요일) |  | 편집 |

| \| 2019년 11월 9일 (토요일) \| \| 편집 \| |  |      |
|                                           |  |      |
| 2019년 11월 9일 (토요일)                  |  | 편집 |

| 2019년 11월 9일 (토요일) |  | 편집 |

| \| 2019년 11월 10일 (일요일) \| \| 편집 \|                                               |  |      |
| - 볼리비아의 대통령인 에보 모랄레스가 부정 선거 논란이 제기되어 대통령직에서 사퇴하였다. |  |      |
| 2019년 11월 10일 (일요일)                                                                |  | 편집 |

| 2019년 11월 10일 (일요일) |  | 편집 |

| \| 2019년 11월 11일 (월요일) \| \| 편집 \| |  |      |
|                                            |  |      |
| 2019년 11월 11일 (월요일)                  |  | 편집 |

| 2019년 11월 11일 (월요일) |  | 편집 |

| \| 2019년 11월 12일 (화요일) \| \| 편집 \| |  |      |
|                                            |  |      |
| 2019년 11월 12일 (화요일)                  |  | 편집 |

| 2019년 11월 12일 (화요일) |  | 편집 |

| \| 2019년 11월 13일 (수요일) \| \| 편집 \| |  |      |
|                                            |  |      |
| 2019년 11월 13일 (수요일)                  |  | 편집 |

| 2019년 11월 13일 (수요일) |  | 편집 |

| \| 2019년 11월 14일 (목요일) \| \| 편집 \| |  |      |
|                                            |  |      |
| 2019년 11월 14일 (목요일)                  |  | 편집 |

| 2019년 11월 14일 (목요일) |  | 편집 |

| \| 2019년 11월 15일 (금요일) \| \| 편집 \| |  |      |
|                                            |  |      |
| 2019년 11월 15일 (금요일)                  |  | 편집 |

| 2019년 11월 15일 (금요일) |  | 편집 |

| \| 2019년 11월 16일 (토요일) \| \| 편집 \| |  |      |
|                                            |  |      |
| 2019년 11월 16일 (토요일)                  |  | 편집 |

| 2019년 11월 16일 (토요일) |  | 편집 |

| \| 2019년 11월 17일 (일요일) \| \| 편집 \| |  |      |
|                                            |  |      |
| 2019년 11월 17일 (일요일)                  |  | 편집 |

| 2019년 11월 17일 (일요일) |  | 편집 |

| \| 2019년 11월 18일 (월요일) \| \| 편집 \| |  |      |
|                                            |  |      |
| 2019년 11월 18일 (월요일)                  |  | 편집 |

| 2019년 11월 18일 (월요일) |  | 편집 |

| \| 2019년 11월 19일 (화요일) \| \| 편집 \|                                                                                   |  |      |
| 사고 - 제주도에서 한국인 6명과 베트남인 6명 등 12명의 승조원을 태운 어선이 화재로 인해 침몰, 1명이 숨지고 11명이 실종되었다. |  |      |
| 2019년 11월 19일 (화요일) |  | 편집 |

| 2019년 11월 19일 (화요일) |  | 편집 |

| \| 2019년 11월 20일 (수요일) \| \| 편집 \| |  |      |
| 사회 - 명성운수가 사측과 노조 간의 갈등에 따른 임금 협상이 결렬되면서 파업에 돌입하게 되었다. - 2019년 한국철도공사 노조 파업: 코레일의 파업이 시작되었다. |  |      |
| 2019년 11월 20일 (수요일) |  | 편집 |

| 2019년 11월 20일 (수요일) |  | 편집 |

| \| 2019년 11월 21일 (목요일) \| \| 편집 \|                          |  |      |
| 사회 - 민식이법이 대한민국 국회 행정안전위원회 법안소위 통과하였다. |  |      |
| 2019년 11월 21일 (목요일)                                           |  | 편집 |

| 2019년 11월 21일 (목요일) |  | 편집 |

| \| 2019년 11월 22일 (금요일) \| \| 편집 \| |  |      |
| 정치 - 청와대에서 지소미아를 파기시키지 않는 대신 재연장하기로 미국, 일본 등과 합의하기로 잠정 결정되었다. 이로 인해 일본 간의 무역 갈등에 따른 WTO의 제소 건 등에 대한 효력이 완벽하게 정지시켰다. |  |      |
| 2019년 11월 22일 (금요일) |  | 편집 |

| 2019년 11월 22일 (금요일) |  | 편집 |

| \| 2019년 11월 23일 (토요일) \| \| 편집 \|                                                    |  |      |
| 사회 - 명성운수가 파업한 지 4일만에 계획이 사실상 철회되는 대신 버스가 정상적으로 운행되었다. |  |      |
| 2019년 11월 23일 (토요일)                                                                     |  | 편집 |

| 2019년 11월 23일 (토요일) |  | 편집 |

| \| 2019년 11월 24일 (일요일) \| \| 편집 \| |  |      |
| 문화와 예술 - 대한민국의 가수 구하라가 숨졌다. 정치와 선거 - 2019년 홍콩 구의회 선거: 홍콩에서 실시된 구의회 선거 결과 민주파가 승리하였다. 민주파는 전체 18개 구의회 중 17곳의 과반 의석수를 확보한 것으로 나타났다. |  |      |
| 2019년 11월 24일 (일요일) |  | 편집 |

| 2019년 11월 24일 (일요일) |  | 편집 |

| \| 2019년 11월 25일 (월요일) \| \| 편집 \|      |  |      |
| 사회 - 코레일 철도파업이 5일만에 철회가 되었다. |  |      |
| 2019년 11월 25일 (월요일)                       |  | 편집 |

| 2019년 11월 25일 (월요일) |  | 편집 |

| \| 2019년 11월 26일 (화요일) \| \| 편집 \| |  |      |
|                                            |  |      |
| 2019년 11월 26일 (화요일)                  |  | 편집 |

| 2019년 11월 26일 (화요일) |  | 편집 |

| \| 2019년 11월 27일 (수요일) \| \| 편집 \| |  |      |
|                                            |  |      |
| 2019년 11월 27일 (수요일)                  |  | 편집 |

| 2019년 11월 27일 (수요일) |  | 편집 |

| \| 2019년 11월 28일 (목요일) \| \| 편집 \|                                       |  |      |
| 정보 - 올레tv 모바일이 seezn이라는 이름으로 바꿈과 동시에 정식으로 서비스하였다. |  |      |
| 2019년 11월 28일 (목요일)                                                        |  | 편집 |

| 2019년 11월 28일 (목요일) |  | 편집 |

| \| 2019년 11월 29일 (금요일) \| \| 편집 \| |  |      |
| 경제와 비즈니스 - 한국은행 기준금리: 한국은행이 금융통화위원회 회의를 갖고, 현행 1.25%인 기준 금리를 유지하기로 결정하였다. 현행 금리는 지난 10월 16일 인하된 역대 최저 수준의 금리이다. 정치와 선거 - 이라크의 아델 압둘 마디(Adil Abdul-Mahdi) 총리가 계속되는 반정부시위와 관련하여 사임 의사를 밝혔다. |  |      |
| 2019년 11월 29일 (금요일) |  | 편집 |

| 2019년 11월 29일 (금요일) |  | 편집 |

| \| 2019년 11월 30일 (토요일) \| \| 편집 \| |  |      |
|                                            |  |      |
| 2019년 11월 30일 (토요일)                  |  | 편집 |

| 2019년 11월 30일 (토요일) |  | 편집 |

| <          | 2019년 11월 | 2019년 11월 | 2019년 11월  | 2019년 11월 | 2019년 11월 | >          |
| 일         | 월          | 화          | 수           | 목          | 금          | 토         |
|            |             |             |              |             | 1 10.5 임인 | 2 6 계묘   |
| 3 7 갑진   | 4 8 을사    | 5 9 병오    | 6 10 정미    | 7 11 무신   | 8 12 기유   | 9 13 경술  |
| 10 14 신해 | 11 15 임자  | 12 16 계축  | 13 17 갑인   | 14 18 을묘  | 15 19 병진  | 16 20 정사 |
| 17 21 무오 | 18 22 기미  | 19 23 경신  | 20 24 신유   | 21 25 임술  | 22 26 계해  | 23 27 갑자 |
| 24 28 을축 | 25 29 병인  | 26 30 정묘  | 27 11.1 무진 | 28 2 기사   | 29 3 경오   | 30 4 신미  |

| - 2019년 - 10월 - 11월 - 12월 편집하기 |